# Cultura del Bug-Dnestr

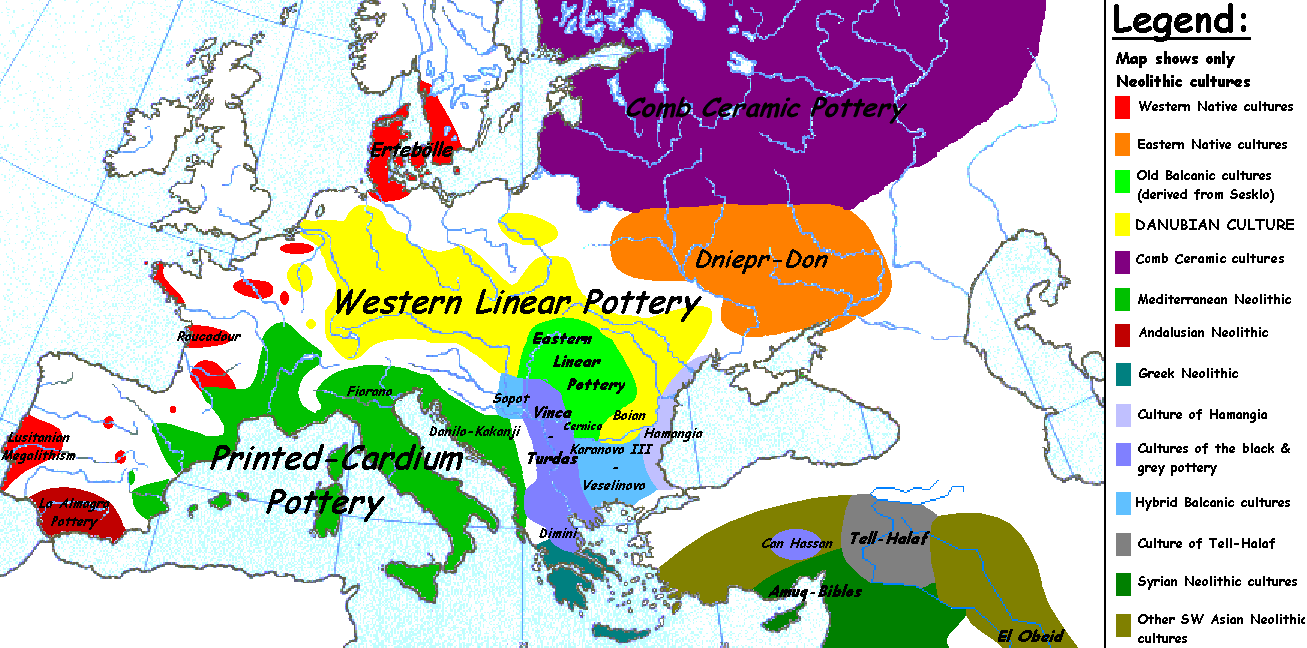
Mappa delle culture neolitiche europee. La cultura del Bug-Dnestr corrisponde all'area in giallo a destra

La cultura del Bug-Dnestr  fu una cultura neolitica che si sviluppò nella regione delle chernozem (praterie) in Moldavia ed Ucraina, intorno ai fiumi Dnestr e Bug Meridionale.
Cronologicamente si estende per circa 1500 anni (6500-5000 a.C.). Si sviluppò autonomamente rispetto alle locali culture mesolitiche ed ebbe termine con la sua trasformazione in culture successive, legate sempre alla medesima popolazione.
L'economia si basava essenzialmente sulla caccia (uro, cervo rosso, capriolo, cinghiale) e sulla pesca (lasca, anguilla, luccio). Ipotesi su un'originaria pratica dell'agricoltura non sono supportate dall'evidenza archeologica.
Le fasi più antiche sono prive di ceramica, ma verso il 5800 a.C. si iniziò a produrre una ceramica locale, soprattutto giare a fondo piatto o appuntito, decorate con motivi a linee ondulate.
In seguito subì un forte influsso della cultura di Starčevo: la ceramica assunse le forme e le decorazioni di questa cultura e si iniziò ad utilizzare il farro, il farro piccolo e la spelta.
Poco dopo il 5500 a.C., si trasformò nuovamente per influsso della cultura della ceramica lineare, in seguito probabilmente a penetrazioni di popolazione nella regione provenienti dall'alto corso del Dniester, che giunsero fino al basso Danubio. Fu introdotta la ceramica tipica di questa cultura e le originarie case sotterranee in pietra furono sostituite da case lunghe. Vi si diffuse in seguito una specifica variante della ceramica lineare, elaborata intorno al 5270 a.C. (data calibrata) nell'Austria orientale e detta dai suoi scopritori tedeschi notenkopfkeramic (ceramica a note musicali). Questa ceramica presenta linee incise spezzate al posto delle caratteristiche bande della ceramica lineare e una doppia e profonda foratura dove le linee sono spezzate; una o più linee punteggiate circondano il vaso alla sua estremità superiore. Questo stile si diffuse in Polonia e in Slovacchia fino al fiume Bug occidentale, da dove si espanse in Ucraina e in Romania lungo il fiume Dnestr.
La cultura del Bug-Dnestr terminò evolvendosi nella cultura di Cucuteni-Trypillia, l'ultima non indoeuropea della regione.